# 2025 (număr)
2025 (două mii douăzeci și cinci) este numărul natural care urmează după 2024 și precede pe 2026 într-un șir crescător de numere naturale.

## În matematică
2025:
- Este un număr impar.[1][2]
- Este un număr compus.[3]
- Este un număr deficient.[4][5]
- Este un număr puternic conform primei definiții.[6][7]
- Este un număr 19-gonal generalizat.[8][9]
- Este al 46-lea pătrat perfect.[10][11] și un pătrat perfect al unui număr care nu este prim.[12] {\displaystyle (45^{2}=2025)}
- Este pătratul sumei celor două grupe de câte două cifre concatenate ale numărului. {\displaystyle \left((20+25)^{2}=2025\right)}
- Este suma a două pătrate. {\displaystyle (27^{2}+36^{2}=2025)}
- Este produsul a două pătrate. {\displaystyle (5^{2}\cdot 9^{2}=2025)}
- Este suma a trei pătrate.[13] {\displaystyle (40^{2}+20^{2}+5^{2}=2025)}
- Este suma cuburilor cifrelor 1 – 9.[14] {\displaystyle (1^{3}+2^{3}+3^{3}+4^{3}+5^{3}+6^{3}+7^{3}+8^{3}+9^{3}=2025)}
- Este suma cifrelor între 1 – 9 la pătrat.[15] {\displaystyle (1+2+3+4+5+6+7+8+9)^{2}=2025}
- Este numărul mare dintr-o pereche de numere consecutive divizibile prin cuburi mai mari decât 1.[16] (2024 este divizibil prin 23 = 8)
- Este al n-lea număr cu exact n divizori impari.[17][18] (aici n = 15)
- Este suma tuturor produselor din tabla înmulțirii zecimală. {\displaystyle \left(\sum _{i=1}^{9}\sum _{j=1}^{9}ij=2025\right)}

## În știință

### În astronomie
- 2025 Nortia este un asteroid din centura principală.
- Obiectul NGC 2025⁠(d) din New General Catalogue este un roi deschis cu o magnitudine 10,94 în constelația Platoul.[19][20]